# European Journal of International Law
Das European Journal of International Law (EJIL) ist eine juristische Fachzeitschrift für Völkerrecht mit einem Schwerpunkt auf Entwicklungen in Europa.
Sie wird seit 1990 herausgegeben, ursprünglich englisch und französisch, später nur noch englisch. Bis einschließlich 1992 erschien sie zweimal jährlich, von 1993 bis 2000 viermal jährlich, danach bis 2008 fünfmal jährlich und erscheint seitdem wieder viermal jährlich.
Die Redaktion hat ihren Sitz am European University Institute in Florenz. Verlegt wird das EJIL von der Oxford University Press.
Mit „EJIL: Talk!“ betreibt das Journal auch ein eigenes Blog, das von drei Editoren und fünf „Contributing Editors“ betreut wird.